# Chana Eulove
Chana Eulove или Ouliwei (欧力威) — компактвэн, выпускавшийся с 2013 по 2018 год китайской компанией Changan Automobile под брендом Chana.

## Описание
Chana Eulove выпущен на базе концепт-кара VOSS, который был представлен в 2011 году на Шанхайском автосалоне. Дизайн автомобиля разработан в Турине под кодовым обозначением F101. Цены варьировались от 39800 до 65900 юаней.

Предсерийный экземпляр был разработан в ноябре 2012 года и представлен в Гуанчжоу. Продажи начались в апреле 2013 года. К 2014 году было выпущено 46005 единиц.

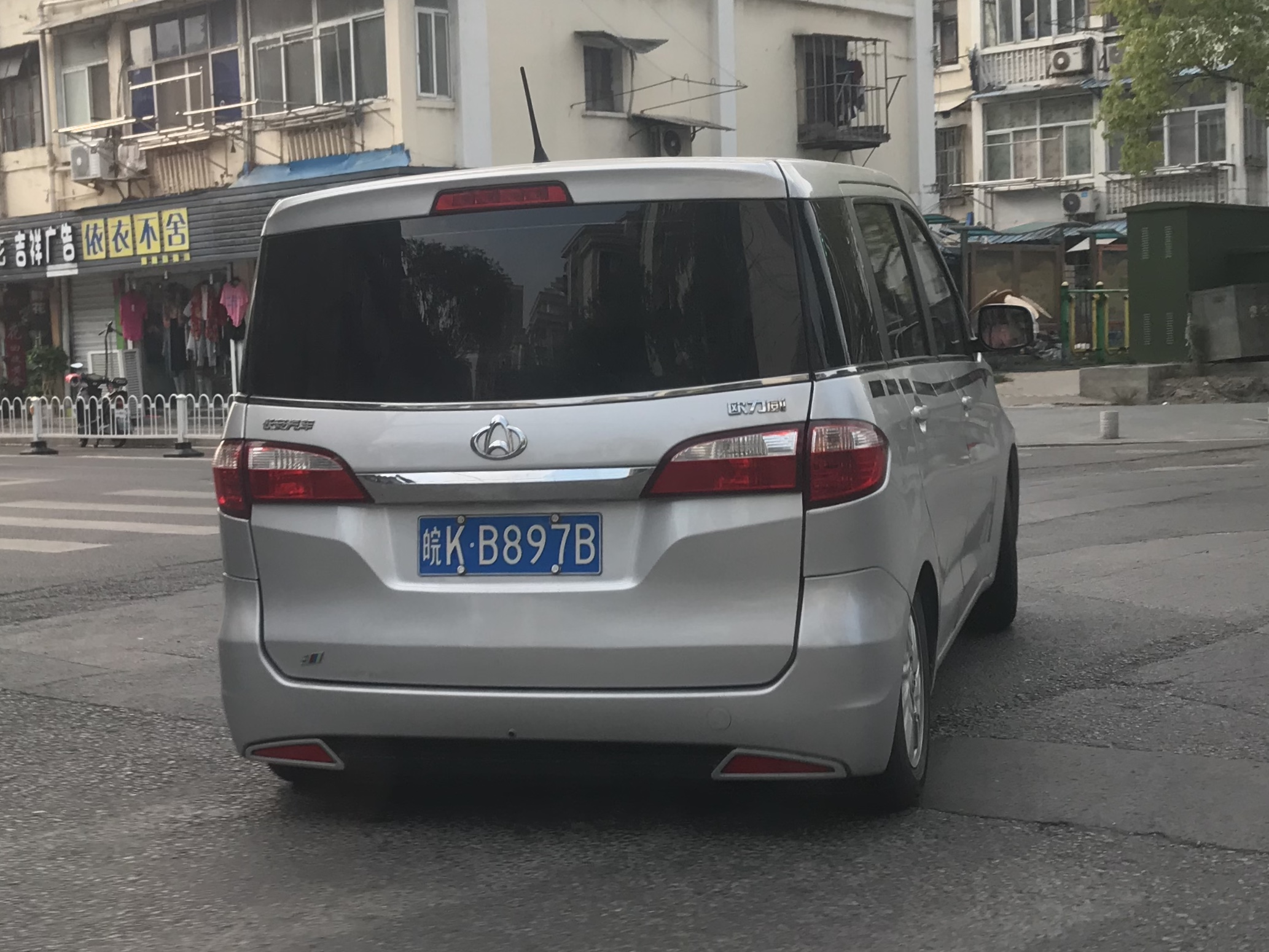
Вид сзади
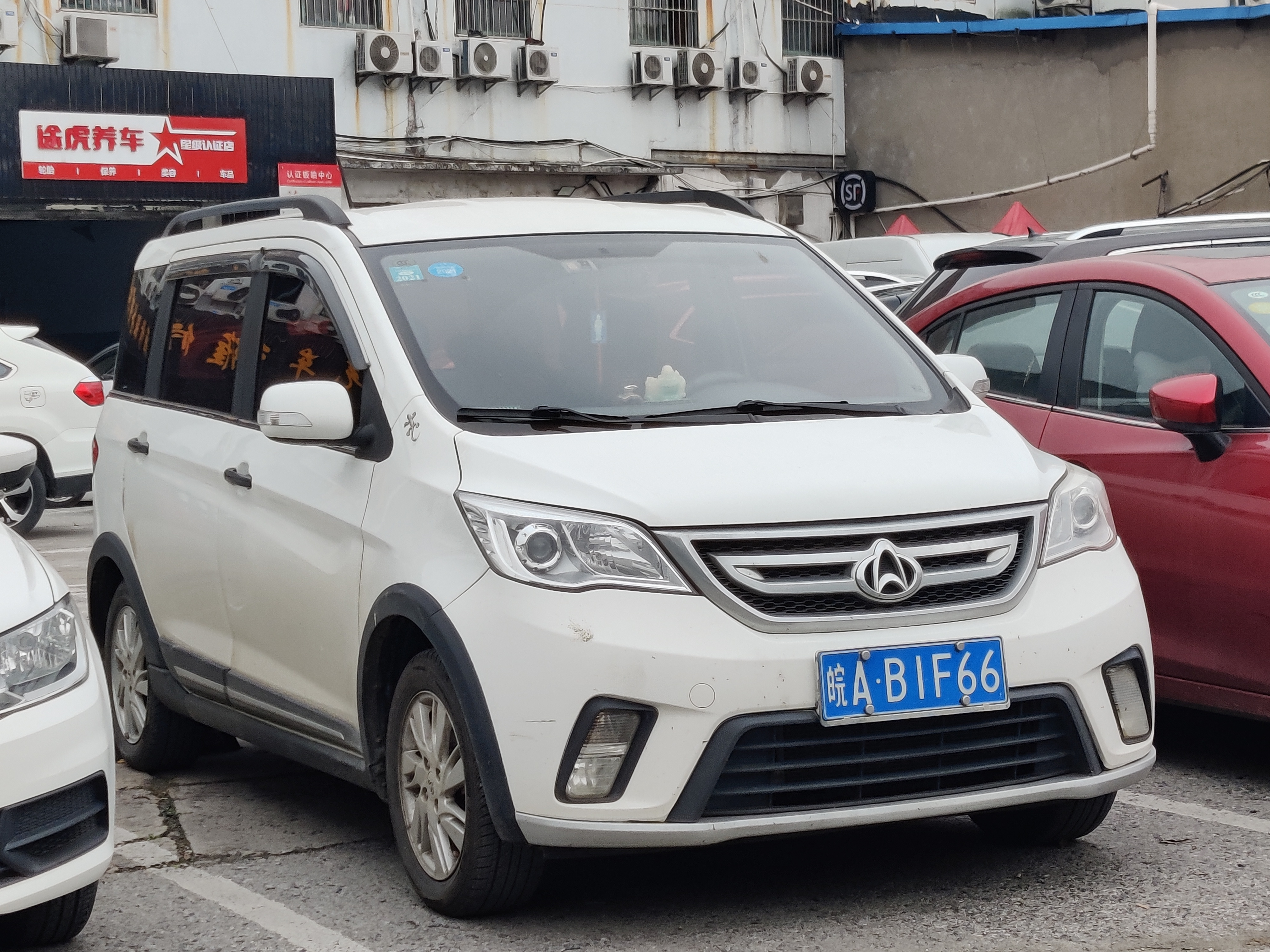
Вид спереди

## Chana Eulove X6
Chana Eulove X6 был выпущен в марте 2015 года.

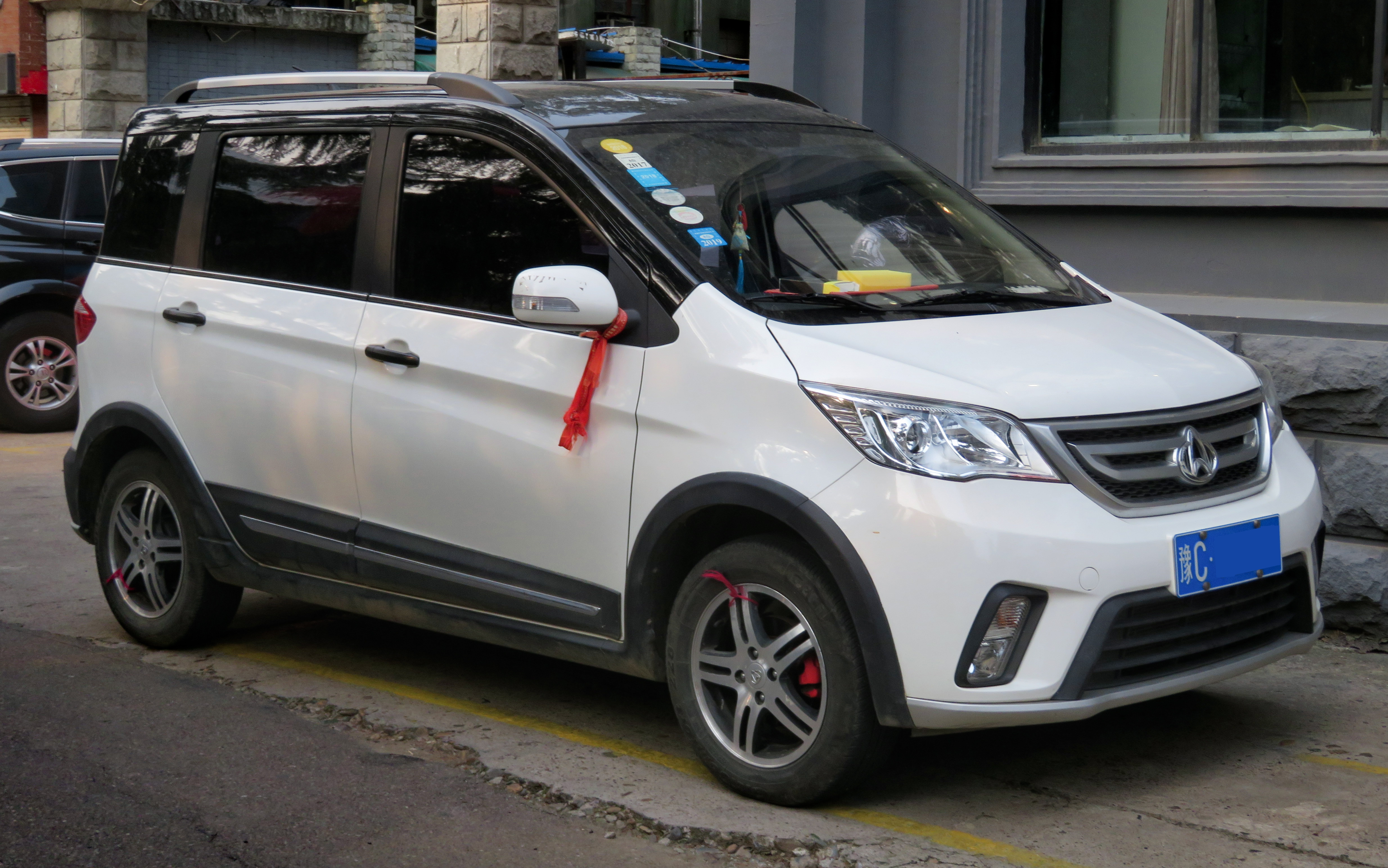
Вид спереди
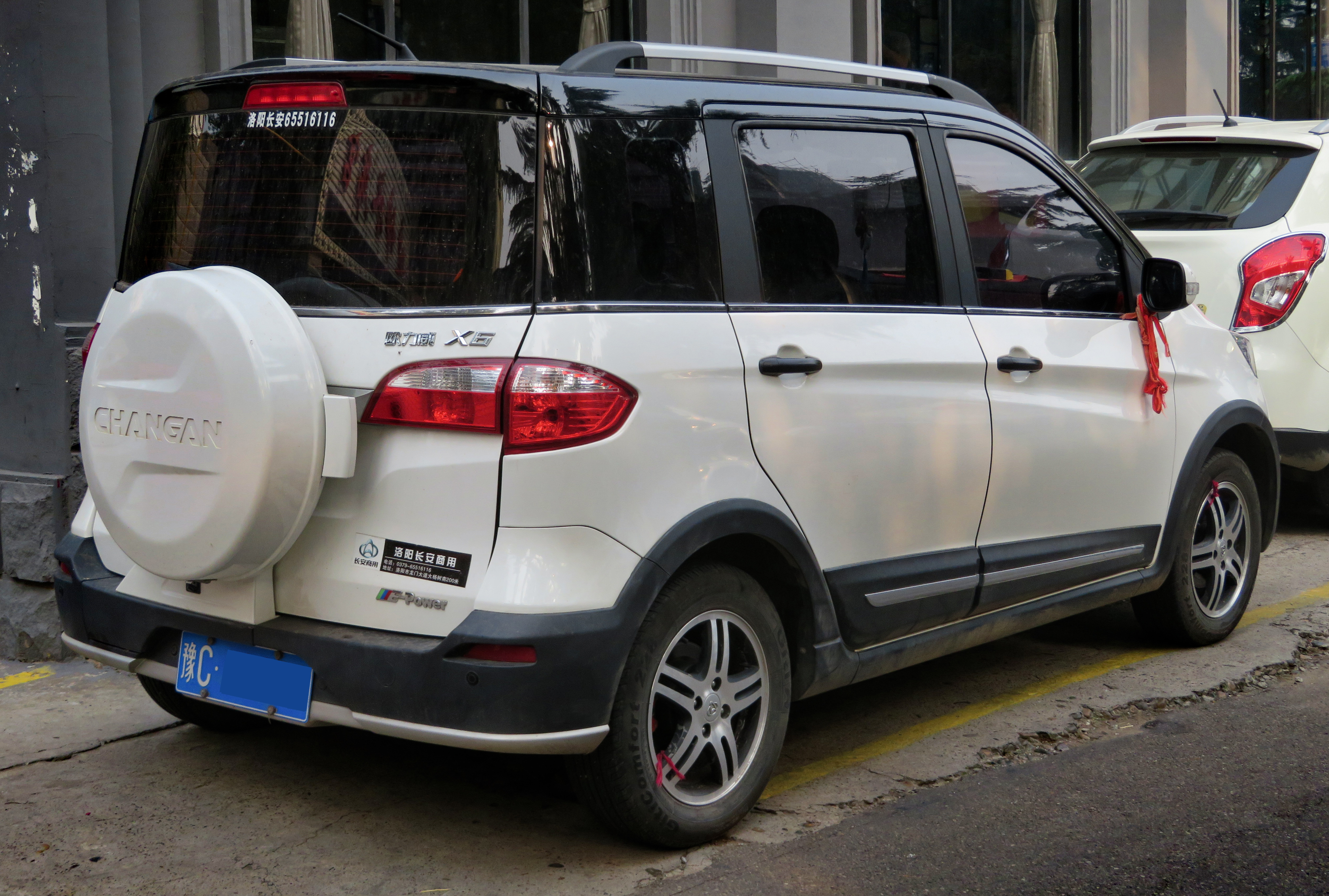
Вид сзади

## Chana Eulove EV

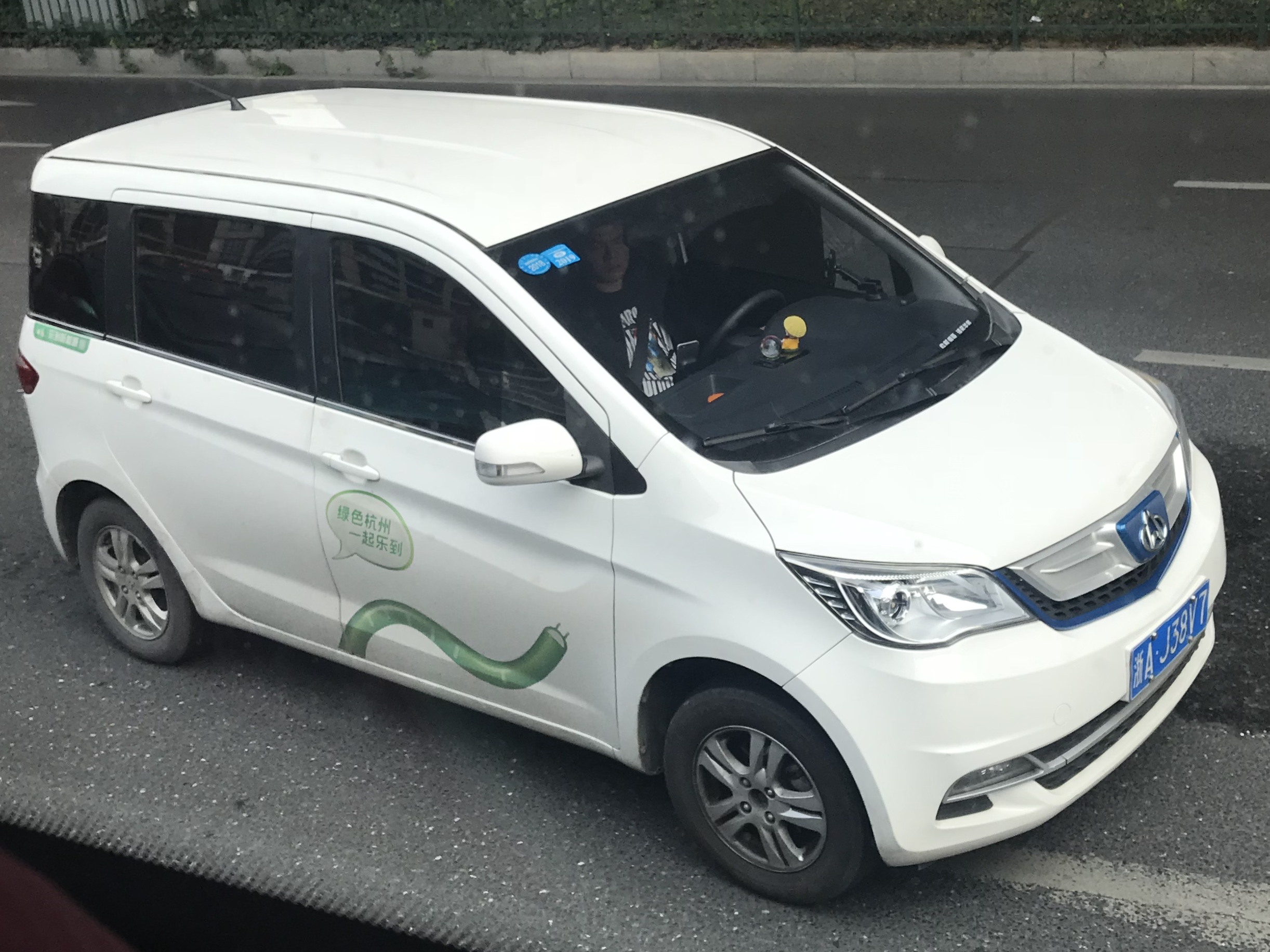
Chana Eulove EV

В 2017 году началось производство электромобиля Chana Eulove EV, который оснащён электродвигателем мощностью 67 кВт и крутящим моментом 240 Н⋅м. По состоянию на 2018 год Eulove EV оснащён аккумулятором ёмкостью от 34,6 до 43 кВт⋅ч с запасом хода от 252 до 315 км. После 2015 года автомобили с ДВС были сняты с производства, в то время как электромобили продавались по ценам от 158000 до 159800 юаней.